# Китайский боксёр
«Китайский боксёр» (англ. The Chinese Boxer, кит. трад. 龍虎鬥, упр. 龙虎斗, палл. Лун ху доу) — гонконгский фильм с боевыми искусствами режиссёра, сценариста и исполнителя главной роли Ван Юя. В 1977 году вышел сиквел под названием «Возвращение китайского боксёра».

## Сюжет
Лэй Мин — ученик школы кунг-фу мастера Ли Чуньхая. Однажды, в отсутствие мастера Ли, в школу приходит давний соперник мастера и начинает избивать учеников. Узнав об этом, приходит мастер и побеждает давнего врага. Тот уходит и обещает в скором времени прийти с японскими мастерами каратэ. Через некоторое время он прибывает с японцами. После того, как японцы убивают одного ученика мастера Ли, они отправляются в саму школу, там избивают всех, включая мастера. Однако, выживает Лэй Мин и узнаёт, что только он выжил. Лэй выздоравливает и вспоминает технику учителя против каратэ. Парень тренируется по этой технике, а потом мстит негодяям, которые уютно расположились в городе и получают прибыль от казино.

## В ролях
| Актёр       | Роль       |
| ----------- | ---------- |
| Ван Юй      | Лэй Мин    |
| Ло Ле       | Кита       |
| Ван Пин     | Ли Сяолин  |
| Чжао Сюн    | Дяо-эр     |
| Фан Мянь    | Ли Чжунхай |
| Чжэн Лэй    | Чжан Далун |
| Чэнь Син    | Исихара    |
| Кан Хуа     | Лумура     |
| Ван Гуанъюй | Сунь Тун   |
| Вон Чун     | Танака     |
| Чжай Но     | Линь Хун   |
| Цзян Лин    | Цзюань     |

## Съёмочная группа
- Кинокомпания: Shaw Brothers
- Продюсер: Шао Жэньмэй
- Режиссёр: Ван Юй
- Режиссёрская группа: Джимми Ван, Тан Цзя[фр.], Ян Цзинчэнь, У Сыюань
- Оператор: Хуа Шань
- Композитор: Ван Фулин[кит.]
- Монтажёр: Цзян Синлун
- Гримёр: Фан Юань

## Художественные особенности
Фильм изменил облик жанра уся, сконцентрировавшись на противостоянии героев без оружия, а не на поединках на мечах.